# Stefano Scerra
Stefano Scerra (* 24. Dezember 1775 in Civitella d’Agliano; † 19. Januar 1859 in Rom) war ein italienischer Kurienbischof.

## Leben
Stefano Scerra empfing am 22. Dezember 1798 das Sakrament der Priesterweihe. Am 23. September 1805 wurde er zum Doctor iuris utriusque promoviert. Danach war er Professor der Theologie am Seminar von Bagnoregio, Generalvikar des Bistums Spoleto, später Generalvikar im Bistum Osimo. Am 8. Mai 1823 wurde er Sekretär der Kongregation für die kirchliche Immunität.
Papst Leo XII. ernannte Stefano Scerra am 17. September 1827 zum Titularbischof von Oropus. Die Bischofsweihe spendete ihm am 7. Oktober desselben Jahres in Rom Francesco Kardinal Bertazzoli, Sekretär der Studienkongregation; Mitkonsekratoren waren Erzbischof Giovanni Soglia Ceroni und Erzbischof Francesco Canali, ehemaliger Bischof von Spoleto.
Stefano Scerra war Hausprälat Seiner Heiligkeit, Sekretär und Mitglied verschiedener Dikasterien der Kurie und wurde schließlich am 10. April 1851 wegen seines fortgeschrittenen Alters von allen Pflichten entbunden, durfte jedoch den Titel eines emeritierten Sekretärs führen. Am selben Tag wurde er von Papst Pius IX. zum Titularerzbischof von Ancyra erhoben.